# Bali, Rajasthan
Bāli är en ort i Indien.   Den ligger i distriktet Pāli och delstaten Rajasthan, i den nordvästra delen av landet, 500 km sydväst om huvudstaden New Delhi. Bāli ligger 299 meter över havet och antalet invånare är 19 259.
Terrängen runt Bāli är platt. Runt Bāli är det ganska tätbefolkat, med 172 invånare per kvadratkilometer. Närmaste större samhälle är Sādri, 16,3 km öster om Bāli. Trakten runt Bāli består till största delen av jordbruksmark.